# Polypodium polypodioides
Polypodium polypodioides là một loài dương xỉ trong họ Polypodiaceae. Loài này được L. Watt mô tả khoa học đầu tiên năm 1867.

## Hình ảnh

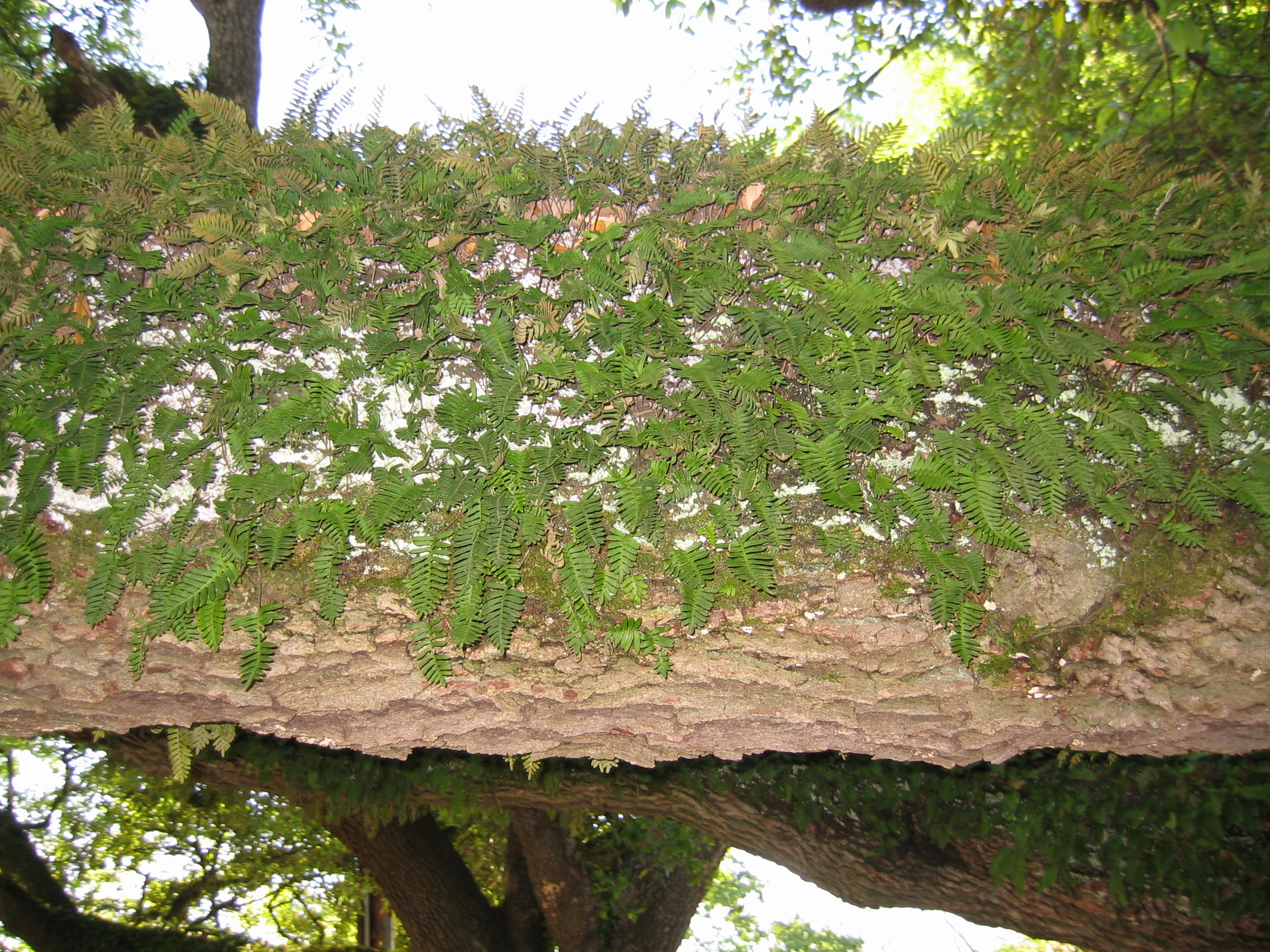
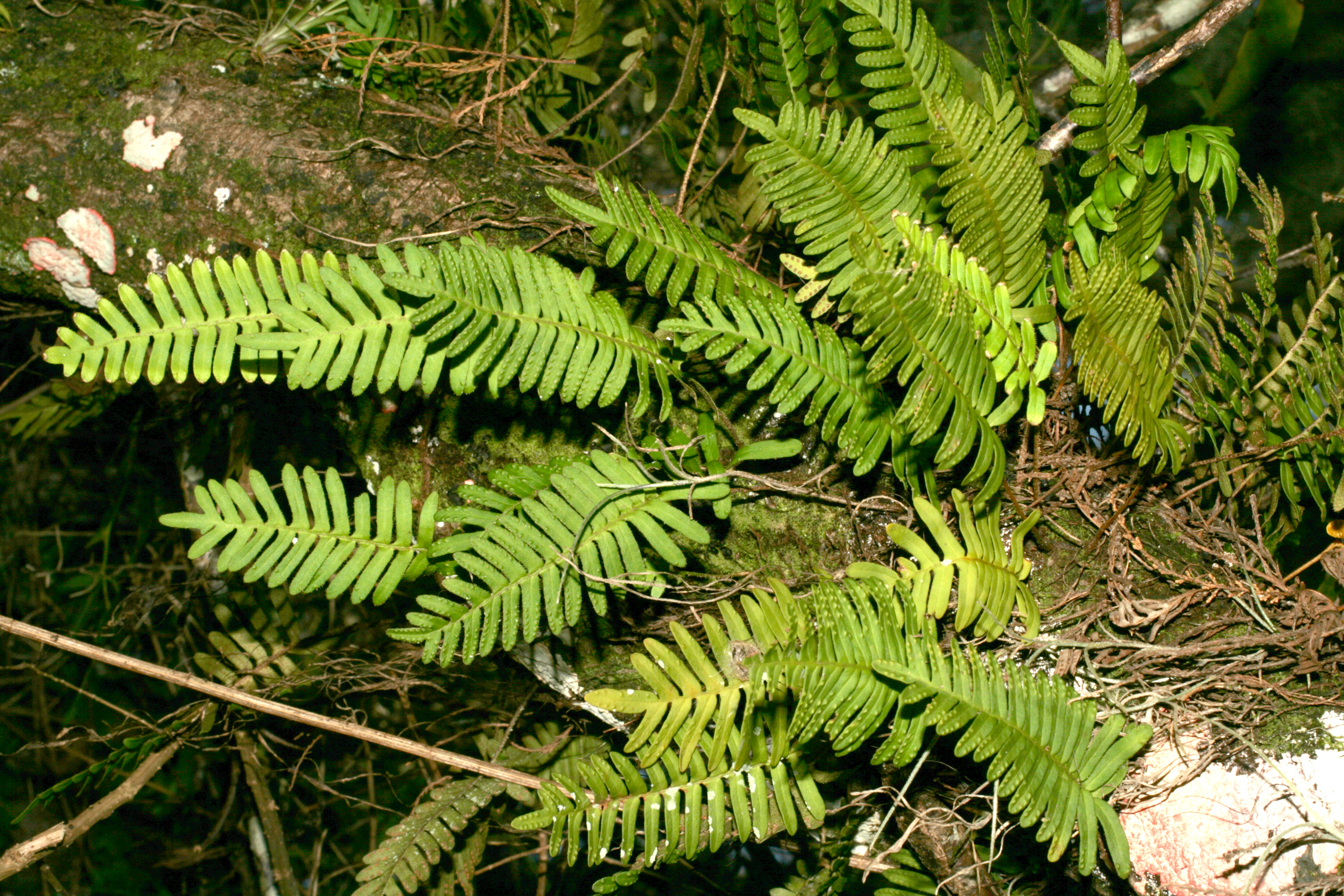